# Территориальное аббатство Монтеверджине
Территориальное аббатство Монтеверджине  (лат. Territorialis Abbatia Montisvirginis) — территориально-административная единица Римско-Католической Церкви на уровне епархии, подчиняющаяся напрямую Святому Престолу. Территориальным аббатством Монтеверджине управляет аббат бенедиктинского монастыря, который находится в городе Монтеверджине, Италия. Территориальное аббатство Монтеверджине состоит из одного прихода, который насчитывает 16.500 человек.

## История
Территориальное аббатство Монтеверджине было создано Святым Престолом в XII веке. С 1939 по 1946 год в аббатстве Монтеверджине церковные власти Римско-Католической церкви скрывали Туринскую плащаницу. По согласованию итальянского короля Виктора Эммануила III и Римского папы Пия XII христианская реликвия тайно хранилась в аббатстве для защиты от бомбардировок и фашистских властей, пытавшихся ею завладеть.
В 2005 году территориальное аббатство Монтеверджине из-за финансовых проблем уступило 9 приходов в пользу епархии Авеллино.

## Ординарии территориального аббатства
- Vittore-Maria Corvaia, O.S.B. (18.01.1884 — 31.07.1908)
- Carlo Gregorio Maria Grasso, O.S.B. (10.09.1908 — 7.04.1915), назначен архиепископом Салерно
- Giuseppe Ramiro Marcone, O.S.B. (11.03.1918 — † 1952)
- Anselmo Ludovico Tranfaglia, O.S.B. (17.12.1952 — † 1968)
  - Sede Vacante (1968—1979)
- Tommaso Agostino Gubitosa, O.S.B. (15.10.1979 — † 1989)
- Francesco Pio Tamburrino, O.S.B. (20.01.1990 — 14.02.1998), назначен епископом Тегджано-Поликастро
- Tarciscio Giovanni Nazzaro, O.S.B. (24.06.1998 — 15.11.2006)
  - Sede Vacante (2006—2009)
- Umberto Beda Paluzzi, O.S.B. (18.04.2009 — 18.04.2014)
- Riccardo Luca Guariglia, O.S.B. (с 20.09.2014)

## Примечание
1. ↑   Территориальное аббатство Монтеверджине не следует путать с аббатством Монтеверджине. Территориальное аббатство создаётся исключительно для пастырского окормления мирян, живущих поблизости от монастыря и административно не зависит от аббатства

## Источник
- Annuario Pontificio, Libreria Editrice Vaticana, Città del Vaticano, 2003, ISBN 88-209-7422-3